# Liste der Naturdenkmäler in Latsch
Die Liste der Naturdenkmäler in Latsch (italienisch Laces) enthält die sechs als Naturdenkmal ausgewiesenen Objekte auf dem Gebiet der Gemeinde Latsch in Südtirol.
Basis ist das im Internet einsehbare offizielle Verzeichnis der Naturdenkmäler in Südtirol (Stand: 23. Januar 2015). Dabei kann es sich um botanische, geologische oder hydrologische Naturdenkmäler handeln. Die Reihenfolge in dieser Liste orientiert sich an der ID, alternativ ist sie auch nach dem Namen sortierbar.

## Liste
| Foto |                 | Name                                | Standort                     | Beschreibung                              |
| ---- | --------------- | ----------------------------------- | ---------------------------- | ----------------------------------------- |
| BW   | Datei hochladen | Tarscher See ID: 042_G01            | 46° 35′ 0″ N, 10° 54′ 34″ O  | Hydrologisches Naturdenkmal: See          |
| ja   | Datei hochladen | Rosskastanie am Bahnhof ID: 042_G02 | 46° 37′ 10″ N, 10° 51′ 39″ O | Botanisches Naturdenkmal: Rosskastanie    |
| BW   | Datei hochladen | Feuchtgebiet Mühlgraben ID: 042_G03 | 46° 37′ 12″ N, 10° 51′ 30″ O | Hydrologisches Naturdenkmal: Feuchtgebiet |
| ja   | Datei hochladen | Eislöcher ID: 042_G04               | 46° 36′ 9″ N, 10° 53′ 35″ O  | Geologisches Naturdenkmal: Eislöcher      |
| BW   | Datei hochladen | Kleines Mösl ID: 042_G05            | 46° 37′ 44″ N, 10° 53′ 19″ O | Hydrologisches Naturdenkmal: Feuchtgebiet |
| BW   | Datei hochladen | St. Medardusbach ID: 042_G06        | 46° 36′ 26″ N, 10° 52′ 52″ O | Hydrologisches Naturdenkmal: Wassergraben |

| Foto: | Fotografie des Naturdenkmals. Klicken des Fotos erzeugt eine vergrößerte Ansicht. Daneben finden sich zwei Symbole: |
| ID    | Identifikator bei der Abteilung Natur, Landschaft und Raumentwicklung der Südtiroler Landesverwaltung               |